# Нью-Лондон (Миннесота)
Нью-Лондон (англ. New London) — город в округе Кандийохай, штат Миннесота, США. На площади 2,7 км² (2,5 км² — суша, 0,2 км² — вода), согласно переписи 2002 года, проживают 1066 человек. Плотность населения составляет 426 чел./км².
- Телефонный код города — 320.
- Почтовый индекс — 56273.
- FIPS-код города — 27-45682[1].
- GNIS-идентификатор — 0648513[2].